# Avtonomna republika Krim
Krim (ukrajinsko Автономна Республіка Крим, rusko Автономная Республика Крым, krimsko tatarsko: Qırım Muhtar Cumhuriyeti, Къырым Мухтар Джумхуриети). Nahaja se na istoimenskem polotoku na severni obali Črnega morja. Krimski polotok ima površino 26.200 km² in je na njem leta 2007 živelo 1.973.185 prebivalcev.
Krim je (bila) parlamentarna republika s svojo ustavo, ki je usklajena z ukrajinsko zakonodajo. Glavno mesto in upravno središče Krima je Simferopol, ki leži v notranjosti polotoka.

## Zgodovina
Krimu so v njegovi starejši zgodovini vladali številni narodi in vladarji: Kimerijci, Grki, Perzijci, Goti, Huni, Bolgari, Hazari, Kijevska Rusija, Bizantinsko cesarstvo, Kipčaki, Tatari, Kalmiki in Mongoli. V 13. stoletju je prišel pod oblast Benečanov in Genovežanov. Njim so sledili Krimski kanat, Osmansko cesarstvo (15.–18. stoletje), Ruski imperij (18.–20. stoletje) ter Ruska SFSR (v okviru katere je imel status avtonomne republike oz. Krimskotatarske ASSR) in Ukrajinska SSR, ki sta bili do konca 20. stoletja del Sovjetske zveze. Med drugo svetovno vojno so ga okupirali Nemci. Ko so ga spet osvobodili Rusi oz. Sovjeti, je dal Stalin pod obtožbo "kolektivne kolaboracije" z Nemci z njega izgnati oz. deportirati v Azijo večino krimskih Tatarov in ukiniti njihovo nacionalno avtonomijo.
Nikita Hruščov oz. takratno sovjetsko politično vodstvo je leta 1954 iz pragmatično-upravnih razlogov (Krim je kopensko povezan le z Ukrajino), formalno pa ob praznovanju 300-letnice osvoboditve Ukrajine izpod poljske nadoblasti, krimsko ozemlje odvzelo Ruski federaciji in ga dodelilo Ukrajinski sovjetski socialistični republiki (USSR).  
Od takrat je imela oblast nad tem polotokom Ukrajina, tudi po razglasitvi neodvisnosti, čeprav so Ukrajinci vselej predstavljali le manjšino prebivalstva Krima. Po razpadu Sovjetske zveze je Krim ponovno dobil avtonomijo (kot avtonomna republika) znotraj republike Ukrajine. 
Krimski Tatari so narodna manjšina, ki živi na Krimu od mongolske okupacije in zdaj šteje okrog 12 % prebivalstva. Tatari so bili v času Stalinovega vladanja na silo poreseljeni v Srednjo Azijo, že pred razpadom Sovjetske zveze, še bolj pa po njej, so se začeli postopoma vračati v svojo domovino. 
Leta 2014 je bil ob izbruhu ukrajinske krize na Krimu izveden referendum, ki je bil zaradi okoliščin ocenjen kot sporen in nelegalen s strani mednarodne skupnosti. Rezultat referenduma je vodil v odločitev ruskih oblasti, da to ozemlje postane sestavni del federacije, Evropska unija pa je za odgovor na to dejanje uvedla ekonomske sankcije. Krim sedaj de facto pripada Ruski federaciji in ima status federalnega subjekta. V potrditev tega »prenosa« je bil v letih 2016–19 zgrajen Krimski most čez Kerški preliv, ki je zagotovil neposredno cestno in železniško povezavo Rusije s Krimom. 
Rusija ima svoje najpomembnejše črnomorsko vojaško oporišče na Krimu in sicer v Sevastopolu, ki je strateška baza ruske Črnomorske flote ostal tudi v času ukrajinske suverenosti oz. oblasti nad Krimom.

## Geografija in podnebje
Krim ima površino okoli 27.000 km², na njem po oceni iz leta 2013 živi 1.965.177 prebivalcev, od tega okoli 59 % Rusov. Krim je polotok trapezoidne oblike, ki loči Črno in Azovsko morje.
Polotok je na severozahodu spojen z ukrajinskim kopnim – 8 km široko ožino Perekop, ki je bila prizorišče številnih bitk za kontrolo nad Krimom. Med Krimom in ostalo Ukrajino na severovzhodu leži laguna Sivaš (Gnilo morje), mreža plitvih lagun, ki jih od Azovskega morja loči Arabatski preliv, 113 km dolg preliv, ob vzhodni obali Krima. Zelo slane vode Sivaša predelujejo v kemičnih tovarnah Krasnoperekopska na Krimu. 
Geografsko se Krim deli na tri območja. 
Prvo se razprostira po severnem in centralnem delu Krima (približno 75% površine polotoka). Regijo sestavlja serija ravnic, ki se blago spuščajo od juga proti severu. Ta sicer stepski kraj, se danes intenzivno obdeluje, največ se vzgaja; ozimna pšenica, koruza, krompir in sončnice. Podnebje je v tem delu suho in kontinentalno, zato je poleti potrebno namakanje, vodo pa pripeljejo po kanalu od Nove Kahovke na reki Dneper. 
Drugo, polotok Kerč, se razprostira na skrajnem vzhodu poleg ruskega Krasnodarskega kraja. Tu prevladujejo nizki griči bogati z železno rudo. Številni termalni vrelci in zdravilišča so zanimiva za turiste. Tudi tu prevladuje stepa, a poljedelstvo ni razvito zaradi majhnih zemljiških posesti. Industrija, posebej metalurška, je zgoščena v največjem urbanem centru Kerču. 
Tretje območje je gorati pas, ki se razprostira na jugu polotoka, in ga sestavljajo trije masivi, ki se nizajo vzporedno vzdolž južne obale. Ti masivi so pokriti z ravnimi apnenčastimi bloki, znanimi kot Krimsko gorovje, ki se postopno dviga od severa proti jugu do najvišjega vrha Rimski-Koš (1545 m). Severne brežine so blage, na jug pa se strmo spuščajo proti morju in ozkem dobro razčlenjenem obalnem pasu. 
Količina padavin v tem območju je znatno večja kot drugje na Krimu. Povprečna letna količina padavin je nad 600 mm. Krimsko gorovje ima bujno in raznoliko vegetacijo, gozdove hrasta, bukve, gabra, javorja in drugih drevesnih vrst, na nižjih delih raste smreka, na višjih nadmorskih višinah pa trave. 
Podnebje južne obale, zaščitene z gorovjem pred vplivom hladnih severnih vetrov, je mediteransko. Tu so bile posajene številne eksotične rastline; ciprese, oleandri, mandeljni, mirta, palme in druge subtropske rastline. Nižji obronki gora na jugu so zasajeni z vinogradi. Sadi se tudi tobak in cvetje za izdelavo parfumov. Večina urbanih centrov v tem pasu se ukvarja s predelavo poljedelskih proizvodov in kletarstvom (vino). Na severnih pobočjih je tudi Simferopolj, administrativni center te avtonomne republike. To je tudi glavni transportni center z mešanim gospodarstvom lahke industrije. Pri naselju Naučnij je Krimski astrofizični observatorij, ena največjih astronomskih raziskovalnih ustanov v Vzhodni Evropi. V tej regiji je veliko kamnolomov, posebej apnenca in diorita. Za regijo je zelo pomemben turizem v centrih Jalta, Gurzuf, Alušta in Alupka. Pristaniško mesto Sevastopol je bilo do leta 2014 oporišče za ukrajinsko vojno mornarico, pozneje pa za rusko Črnomorsko floto.

## Mesta
V Avtonomni republiki Krim leži 16 mest, Od tega jih enajst tvori svoje mestno okrožje, štiri pa pripadajo rajonu. Mesto Alupka je dodeljeno mestu Jalta. Več kot 100.000 prebivalcev imajo:
| Ime (ukrajinsko) | Ime (ukrajinsko) | Ime (rusko)    | Ime (rusko) | Ime (krimska tatarščina) | Št. prebivalcev |
| transkripirano   | cirilica         | transkripirano | cirilica    | Ime (krimska tatarščina) | Št. prebivalcev |
| ---------------- | ---------------- | -------------- | ----------- | ------------------------ | --------------- |
| Simferopol       | Сiмферополь      | Simferopol     | Симферополь | Aqmescit                 | 338.038         |
| Kerč             | Керч             | Kerč           | Керчь       | Kerç                     | 158.165         |
| Jalta            | Ялта             | Jalta          | Ялта        | Yalta                    | 138.152         |
| Jevpatorija      | Євпаторiя        | Jevpatorija    | Евпатория   | Kezlev                   | 117.565         |
| Feodosija        | Феодосiя         | Feodosija      | Феодосия    | Kefe                     | 108.788         |

## Upravna razdelitev
Avtonomna republika Krim je razdeljena na 14 rajonov in 11 mestnih okrožij. V nekaterih primerih se mestom mestnih okrožij dodelijo tudi druga mesta, zato se število prebivalstva lahko razlikuje od števila mest.
| \| Št. (glej karto) \| Rajon / okrožje \| št. preb. (2014) \| površina km² \| Gostota preb./km² \| Sedež uprave \| \| ---------------- \| ---------------- \| ---------------- \| ------------ \| ----------------- \| ---------------- \| \| 1 \| Bahčisaraj \| 92.542 \| 1589 \| 58 \| Bahčisaraj \| \| 2 \| Bilohirsk \| 66.458 \| 1894 \| 35 \| Bilohirsk \| \| 3 \| Dšankoj \| 82.328 \| 2667 \| 31 \| Dšanko \| \| 4 \| Kirovske \| 58.016 \| 1208 \| 48 \| Kirovske \| \| 5 \| Krasnohvardijske \| 93.782 \| 1766 \| 53 \| Krasnohvardijske \| \| 6 \| Krasnoperekopsk \| 31.843 \| 1231 \| 26 \| Krasnoperekopsk \| \| 7 \| Lenine \| 69.629 \| 2919 \| 24 \| Lenine \| \| 8 \| Nišnjohirski \| 56.976 \| 1212 \| 47 \| Nišnjohirski \| \| 9 \| Pervomajske \| 40.367 \| 1474 \| 27 \| Pervomajske \| \| 10 \| Rosdolne \| 37.185 \| 1231 \| 30 \| Rosdolne \| \| 11 \| Saki \| 80.964 \| 2257 \| 36 \| Saki \| \| 12 \| Simferopol \| 149.253 \| 1753 \| 85 \| Simferopol \| \| 13 \| Sovjetski \| 37.576 \| 1080 \| 35 \| Sovjetski \| \| 14 \| Čornomorske \| 34.112 \| 1509 \| 23 \| Čornomorske \| \| 15 \| Alušta \| 52.215 \| 600 \| 87 \| (mestno okrožje) \| \| 16 \| Armjansk \| 26.867 \| 162 \| 166 \| (mestno okrožje) \| \| 17 \| Dšanko \| 42.861 \| 26 \| 1648 \| (mestno okrožje) \| \| 18 \| Jevpatorija \| 117.565 \| 65 \| 1808 \| (mestno okrožje) \| \| 19 \| Kerč \| 158.165 \| 108 \| 1464 \| (mestno okrožje) \| \| 20 \| Krasnoperekopsk \| 30.902 \| 22 \| 1405 \| (mestno okrožje) \| \| 21 \| Saki \| 28.522 \| 29 \| 984 \| (mestno okrožje) \| \| 22 \| Simferopol \| 358.108 \| 107 \| 3347 \| (mestno okrožje) \| \| 23 \| Sudak \| 29.448 \| 539 \| 55 \| (mestno okrožje) \| \| 24 \| Feodosija \| 108.788 \| 350 \| 311 \| (mestno okrožje) \| \| 25 \| Jalta \| 139.584 \| 283 \| 493 \| (mestno okrožje) \| |                  |                  |              |                   |                  |
| Št. (glej karto) | Rajon / okrožje  | št. preb. (2014) | površina km² | Gostota preb./km² | Sedež uprave     |
| 1 | Bahčisaraj       | 92.542           | 1589         | 58                | Bahčisaraj       |
| 2 | Bilohirsk        | 66.458           | 1894         | 35                | Bilohirsk        |
| 3 | Dšankoj          | 82.328           | 2667         | 31                | Dšanko           |
| 4 | Kirovske         | 58.016           | 1208         | 48                | Kirovske         |
| 5 | Krasnohvardijske | 93.782           | 1766         | 53                | Krasnohvardijske |
| 6 | Krasnoperekopsk  | 31.843           | 1231         | 26                | Krasnoperekopsk  |
| 7 | Lenine           | 69.629           | 2919         | 24                | Lenine           |
| 8 | Nišnjohirski     | 56.976           | 1212         | 47                | Nišnjohirski     |
| 9 | Pervomajske      | 40.367           | 1474         | 27                | Pervomajske      |
| 10 | Rosdolne         | 37.185           | 1231         | 30                | Rosdolne         |
| 11 | Saki             | 80.964           | 2257         | 36                | Saki             |
| 12 | Simferopol       | 149.253          | 1753         | 85                | Simferopol       |
| 13 | Sovjetski        | 37.576           | 1080         | 35                | Sovjetski        |
| 14 | Čornomorske      | 34.112           | 1509         | 23                | Čornomorske      |
| 15 | Alušta           | 52.215           | 600          | 87                | (mestno okrožje) |
| 16 | Armjansk         | 26.867           | 162          | 166               | (mestno okrožje) |
| 17 | Dšanko           | 42.861           | 26           | 1648              | (mestno okrožje) |
| 18 | Jevpatorija      | 117.565          | 65           | 1808              | (mestno okrožje) |
| 19 | Kerč             | 158.165          | 108          | 1464              | (mestno okrožje) |
| 20 | Krasnoperekopsk  | 30.902           | 22           | 1405              | (mestno okrožje) |
| 21 | Saki             | 28.522           | 29           | 984               | (mestno okrožje) |
| 22 | Simferopol       | 358.108          | 107          | 3347              | (mestno okrožje) |
| 23 | Sudak            | 29.448           | 539          | 55                | (mestno okrožje) |
| 24 | Feodosija        | 108.788          | 350          | 311               | (mestno okrožje) |
| 25 | Jalta            | 139.584          | 283          | 493               | (mestno okrožje) |

## Gospodarstvo in turizem
Gospodarstvo (avtonomne) Republike Krim temelji predvsem na kmetijstvu in turizmu. Naklonjeno mu je predvsem blago podnebje na polotoku. Turistična središča so letovišča Jalta, Hursuf, Alušhta, Bahčisaraj, Feodosija in Sudak. 
Od leta 2001 do 2013, od julija do avgusta, se je na plaži vasi Popovka, približno 28 km zahodno od Evpatorija, odvijal festival elektronske plesne glasbe KaZantip.